# Єловка (Вікуловський район)
Єло́вка (рос. Еловка) — село у складі Вікуловського району Тюменської області, Росія.
Населення — 46 осіб (2010, 87 у 2002).
Національний склад станом на 2002 рік:
- росіяни — 100 %